# 茚满-1,3-二酮-2-二甲基锍
茚满-1,3-二酮-2-二甲基锍是一种硫叶立德，化学式为C11H10O2S。它可由茚满-1,3-二酮、DCC和无水磷酸在二甲基亚砜和苯的混合溶剂中反应得到。它是正交晶系的晶体，空间群为P212121。